# Tom Nyariki
Thomas "Tom" Nyariki Mongare (ur. 27 września 1971 w Nyamirze) – kenijski lekkoatleta specjalizujący się w biegach długodystansowych, uczestnik letnich igrzysk olimpijskich w Atlancie (1996). Sukcesy odnosił również w biegach przełajowych.
Jest mężem kenijskiej lekkoatletki Jackline Marangi.

## Sukcesy sportowe
- dwukrotny mistrz Kenii w biegu na 5000 metrów – 1996, 1998[2]
- zwycięzca półmaratonu Nike NYC Half-Marathon w Nowym Jorku (2006)[3]

| Rok  | Miasto       | Zawody                                    | Konkurencja             | Wynik                     |
| ---- | ------------ | ----------------------------------------- | ----------------------- | ------------------------- |
| 1996 | Atlanta      | Igrzyska olimpijskie                      | bieg na 5000 m          | 5. miejsce                |
| 1997 | Ateny        | Mistrzostwa świata                        | bieg na 5000 m          | brązowy medal             |
| 1997 | Turyn        | Mistrzostwa świata w biegach przełajowych | drużynowo indywidualnie | złoty medal brązowy medal |
| 1997 | Fukuoka      | Finał Grand Prix IAAF                     | bieg na 5000 m          | 2. miejsce                |
| 1998 | Dakar        | Mistrzostwa Afryki                        | bieg na 3000 m          | złoty medal               |
| 1998 | Kuala Lumpur | Igrzyska Wspólnoty Narodów                | bieg na 5000 m          | srebrny medal             |
| 1998 | Nowy Jork    | Igrzyska Dobrej Woli                      | bieg na 5000 m          | brązowy medal             |
| 1998 | Marrakesz    | Mistrzostwa świata w biegach przełajowych | drużynowo indywidualnie | złoty medal 4. miejsce    |
| 1999 | Johannesburg | Igrzyska afrykańskie                      | bieg na 5000 m          | brązowy medal             |

## Rekordy życiowe
- bieg na milę – 3:59,6 – Monako 10/08/1996
- bieg na 2000 metrów – 4:55,79 – Rieti 03/09/1997
- bieg na 3000 metrów – 7:27,75 – Monako 10/08/1996
- bieg na 5000 metrów – 12:55,94 – Sztokholm 07/07/1997
- bieg na 10 000 metrów – 27:48,12 – Nairobi 22/06/2002
- bieg na 5 kilometrów – 13:21 – Carlsbad 29/03/1998
- bieg na 10 kilometrów – 27:30 – Mobile 25/03/2001
- półmaraton – 1:01:22 – Nowy Jork 27/08/2006
- bieg maratoński – 2:15:58 – Nowy Jork 05/11/2006